# Rheinhessen

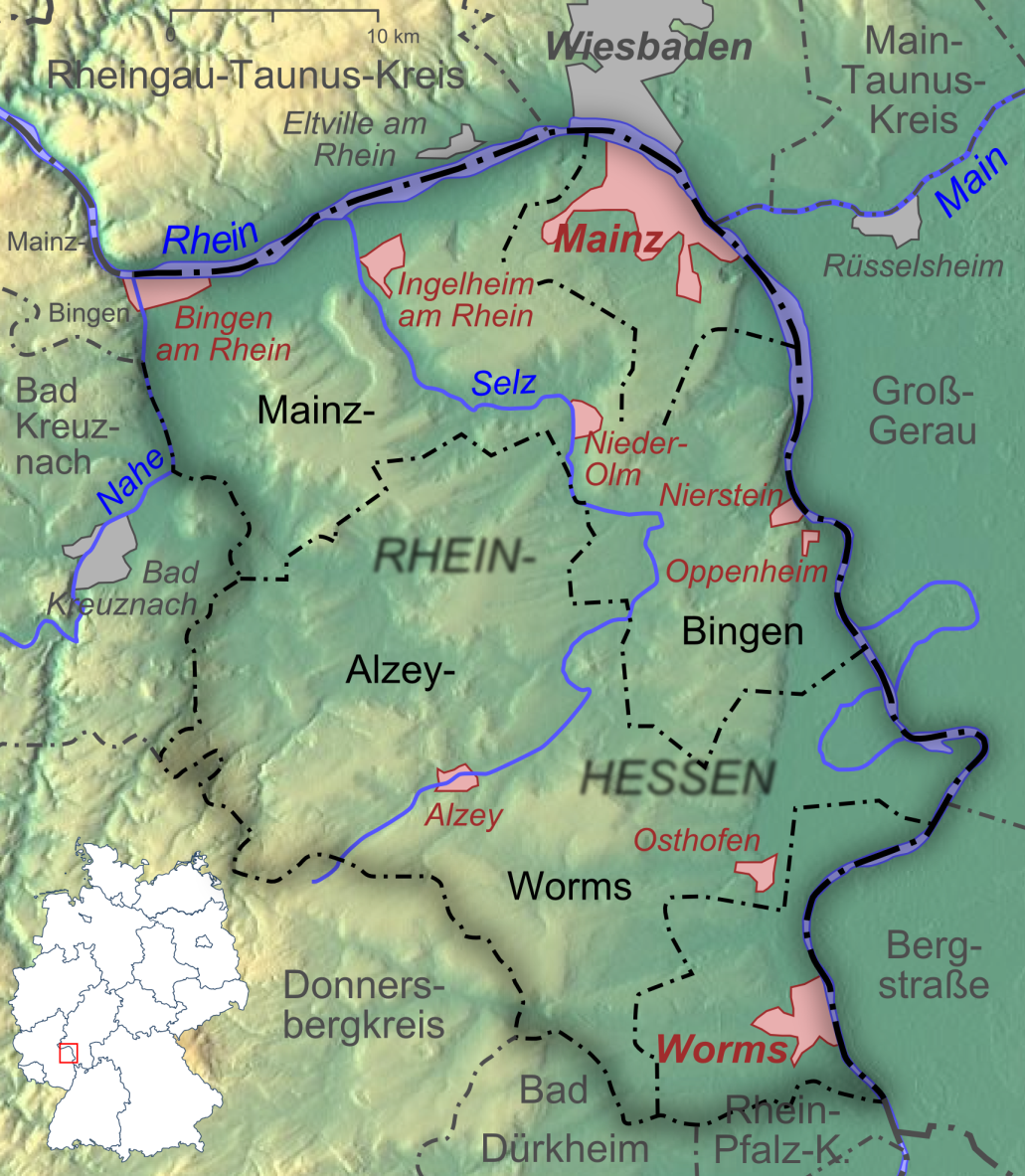
Rheinhessen

Rheinhessen là vùng ở phia tây bắc của Oberrheingraben, tính tới 31 tháng 12 năm 2016 có khoảng 337.381 người  chưa kể 2 thành phố không thuộc huyện nào Mainz và Worms. Cộng thêm 2 thành phố này dân số Rheinhessen lên tới 633.504. Về hành chính nó thuộc tiểu bang Rheinland-Pfalz. Tên này cho thấy trước đây nó là vùng lịch sử Rheinhessen (Provinz Rheinhessen) thuộc Đại công quốc Hessen từ 1816 tới 1919 và sau đó thuộc Volksstaat Hessen cho tới 1945.
Rheinhessen trong Rheinland-Pfalz là vùng chấp nối về địa lý và chính trị giữa các vùng Rheinland và Pfalz, nó có lịch sử lâu đời, và luôn được cư trú, được chứng dẫn qua 2 của 3 nhà thờ Hoàng đế La Mã Thần thánh ở Mainz và Worms.